# Ereis javanica
Ereis javanica är en skalbaggsart som beskrevs av Stefan von Breuning 1936. Ereis javanica ingår i släktet Ereis och familjen långhorningar. Inga underarter finns listade i Catalogue of Life.